# Зухабська угода
Зухабський (Касрі-Ширінський) мир (тур. Kasr-ı Şirin Antlaşması) — мирний договір між Османською імперією та Сефевідським Іраном, який завершив війну 1623—1639. Підписаний 17 травня 1639.
Договір поклав край тривалому протиборству Османської імперії та Сефевідської держави, що почалося з Чалдиранської битви на початку XVI століття, і став одним з найбільших досягнень османського султана Мурада IV.

## Умови
За умовами договору Сефевіди зберегли за собою Єреван та прилеглі до нього території на Кавказі, а османи утримали Басру та Багдад. Тим самим в цілому була відновлена лінія кордону, встановлена миром в Амасьї.
Кордони, встановлені Зухабським миром, залишалися без зміни протягом майже 100 років, поки держава Сефевідів не розвалилася під навалою афганців.